# Řecká kolonizace Jadranu

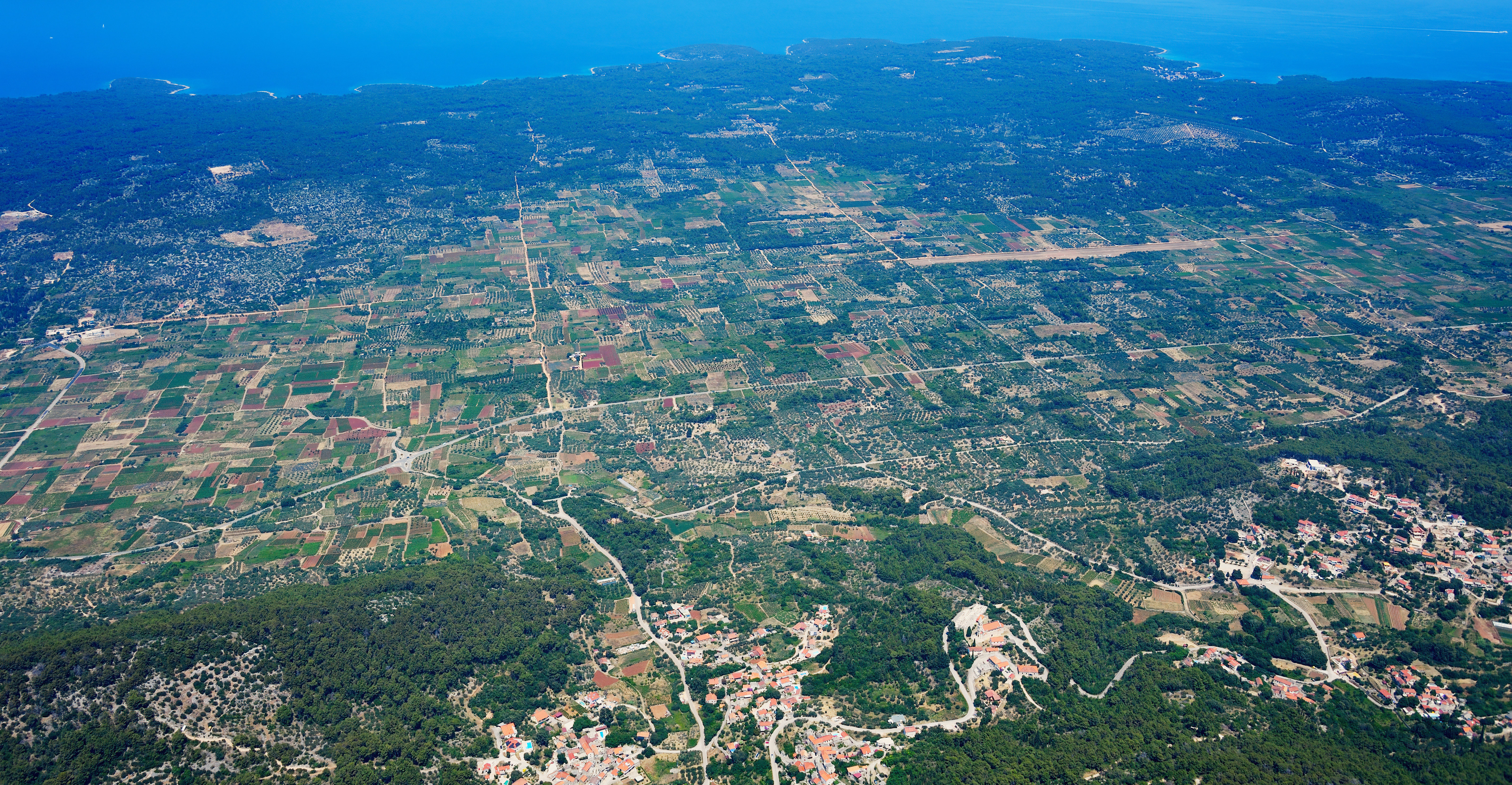
Starogradsko polje na ostrově Hvar bylo v roce 2008 zapsáno na seznam Světového dědictví UNESCO.

Řecká kolonizace Jadranu je souhrnné označení pro postupné dobývání a osídlování východního pobřeží a ostrovů Jadranu starověkými Řeky.

## Kolonizace Jadranu
Oblast Jaderského moře se předmětem zájmu starých Řeků stala brzy, jak dokazují mj. řecké mýty a legendy. V roce 735 př. n. l. Korinťané porazili Liburny u Korfu, ale pozice Ilyrů na Jadranu zůstala natolik silná, že Řekové nemohli dlouho počítat s pronikáním a konsolidací na dnešní chorvatské pobřeží. Řečtí námořníci a obchodníci se vydali hluboko do Jaderského moře nejpozději v 7. století př. n. l., jak dokládají četné nálezy keramiky a jiných předmětů objevených na mnoha lokalitách celého Jadranu, ale až od 6. století př. n. l. měli své obchodní pevnosti v severní Itálii (Adria, Spina), u ústí řeky Pád. Předpokládá se, že na řece Neretvě provozovali obchodní tržnici. Někteří starověcí spisovatelé zmiňují také kolonii Kniđans na ostrově Korčula ze 6. století př. n. l., pro to však neexistují žádné archeologické důkazy. 
Situace se změnila až na počátku 4. století př. n. l. V té době oblast Sicílie a jižní Itálie ovládal mocný syrakuský tyran Dionysius I. Z jeho popudu byla v letech 397 až 390 př. n. l. založena Issa, nejstarší a největší řecká kolonie na Jadranu, na ostrově Vis, k šíření mocenského vlivu. Dále Řekové z egejského ostrova Paru (Paros) založili v letech 385 až 384 př. n. l. kolonie Far (Pharos) na místě dnešního Starého Gradu na ostrově Hvar, který Chorvaté považují za své nejstarší město. Řečtí kolonizátoři však narazili na odpor místního ilyrského obyvatelstva, které povolalo na pomoc své soukmenovce z pevniny. Podle starověkých spisovatelů se 10 000 Ilyrů vrhlo na malých člunech do boje s kolonisty a pobili je. Ilyrové měli v této bitvě údajně 5 000 mrtvých a 2 000 zajatých bojovníků. Byla to první zaznamenaná bitva mezi Ilyry a řeckými kolonisty na Jadranu.
Písemné dějiny Chorvatska symbolicky začínají konkrétními spolehlivými daty, což je vidět na nejstarších nápisech, když Řekové ze Syrakus v roce 390 př. n. l. opevnili na Visu. Po smrti Dionýsia I. se Issa stala politicky nezávislou a rychle se stala silnou ekonomickou a vojenskou mocností. Založila několik svých kolonií na středním Jadranu - ve 4. století př. n. l. na ostrově Korčula v dnešní Lumbardě, ve 3. stol. dvě kolonie na pevnině, Tragurij (Tragoúrion, dnešní Trogir) a Epetij (Epétion, Stobreč), a ve 2. století př. n. l. vedle již existující ilyrské osady založila obchodní impérium Salonu (Salonai, dnenšní Solin). Předpokládá se, že na středním Jadranu byly další řecké osady (Hérakleia ad.). Kromě mnoha archeologického materiálu (vázy, mince, hrobky, městské hradby atd.) zde řečtí kolonisté zanechali v řečtině alfabétou psané nápisy na kamenných deskách – nejstarší písemné památky na území dnešního Chorvatska. 